# César Arturo Ramos
César Arturo Ramos Palazuelos (Culiacán, Mèxic, 5 de desembre de 1983) és un àrbitre de futbol mexicà adscrit a la CONCACAF i la FIFA (des de 2014). Arbitra partits a la Liga MX (primera divisió mexicana) des de 2012.
Ramos va començar arbitrant partits a la Liga Ascenso MX (segona divisió mexicana) el 2003. Va debutar a la Liga MX (primera divisió) el 2012. El 2014 va entrar al comitè mexicà de la CONCACAF i de la FIFA. Ha arbitrat partits de la Copa d'Or de la CONCACAF (2015 i 2017), del Campionat del Món de Clubs (2017) i de la Copa del Món (2018).